# Бреке
Бреке (на шведски: Bräcke) е малък град в централна Швеция, лен Йемтланд. Главен административен център на едноименната община Бреке. Разположен е на южния бряг на езерото Ревсундшьон. Намира се на около 400 km на северозапад от централната част на столицата Стокхолм и на 60 km на югоизток от главния град на лена Йостершунд. ЖП възел. Населението на града е 1651 жители според данни от преброяването през 2010 г.

## Личности
Починали
- Гундер Хег (1918 – 2004), шведски лекоатлет